# Кио (Пиг'я-Сакала)
Ки́о (ест. Kõo küla) — село в Естонії, у волості Пиг'я-Сакала повіту Вільяндімаа. У селі міститься центр соціального обслуговування населення волості.

## Населення
Чисельність населення на 31 грудня 2011 року становила 296 осіб.

## Географія
Через населений пункт проходить автошлях 38 (Пилтсамаа — Вигма). Від села починається дорога 24109 (Кио — Колґа-Яані).

## Історія
З 7 травня 1992 до 21 жовтня 2017 року село входило до складу волості Кио й було її адміністративним центром.

## Пам'ятки
- Миза Кио (Kõo mõis). Пам'ятки архітектури, що розташовані в маєтку:
  - Головна будівля[2]
  - Винокурня[3]
  - Парк[4]

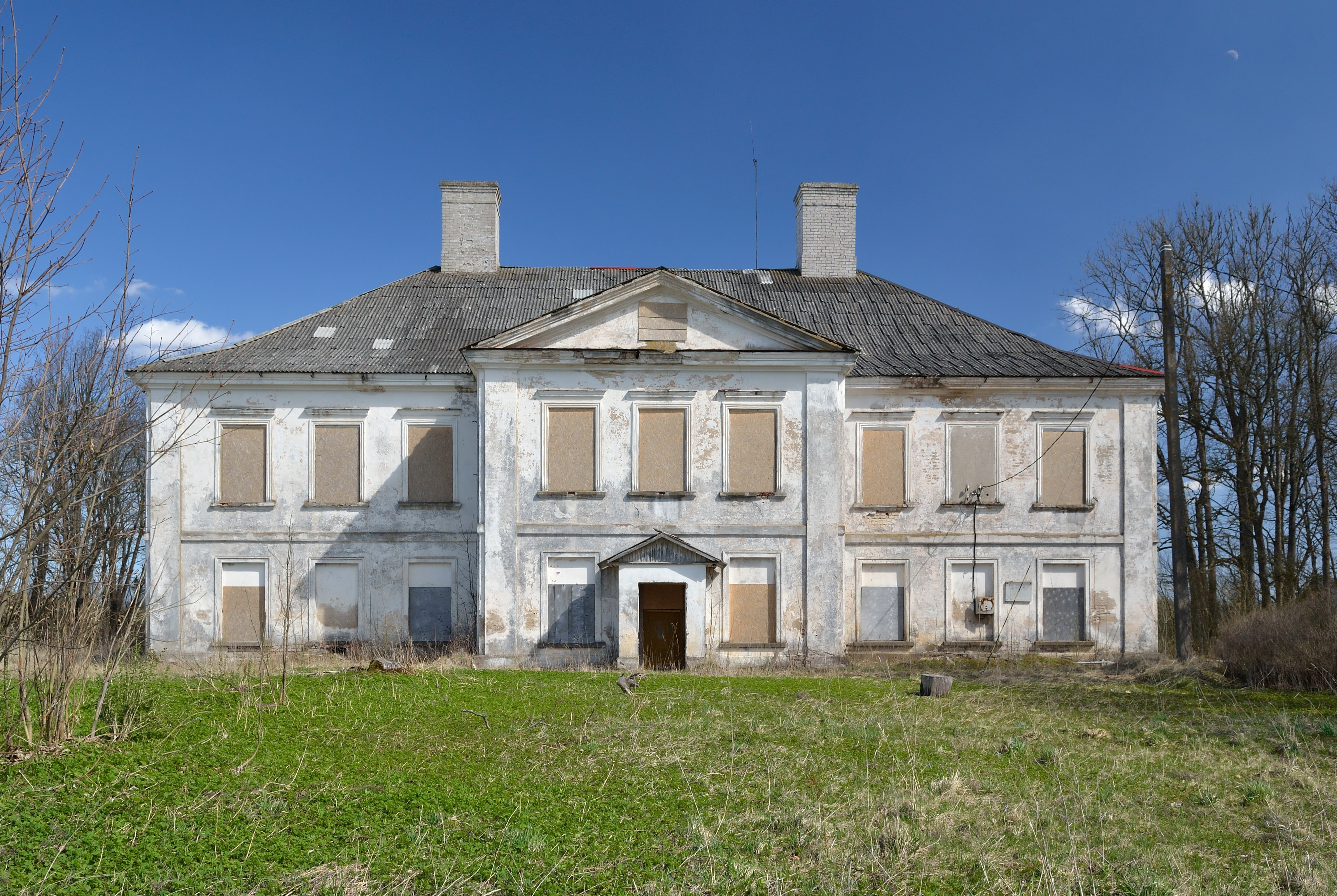
Головна будівля мизи